# 213P/Van Ness
La comète Van Ness 2, officiellement 213P/Van Ness, est une comète périodique du système solaire, découverte le 10 septembre 2005 par Michael E. Van Ness.